# آن إليزابيث بوس
آن إليزابيث بوس (بالإنجليزية: Anne-Élisabeth Bossé)‏ (من مواليد 24 يوليو 1984 في سوريل، كندا) هي ممثلة كندية.

## روابط خارجية
- آن إليزابيث بوس على موقع IMDb (الإنجليزية)
- آن إليزابيث بوس على موقع ألو سيني (الفرنسية)
- آن إليزابيث بوس على موقع أول موفي (الإنجليزية)
- آن إليزابيث بوس على موقع قاعدة بيانات الأفلام السويدية (السويدية)
- آن إليزابيث بوس على موقع قاعدة بيانات الفيلم (الإنجليزية)
- آن إليزابيث بوس على موقع كينوبويسك (الروسية)